# トーマス・ディッグス

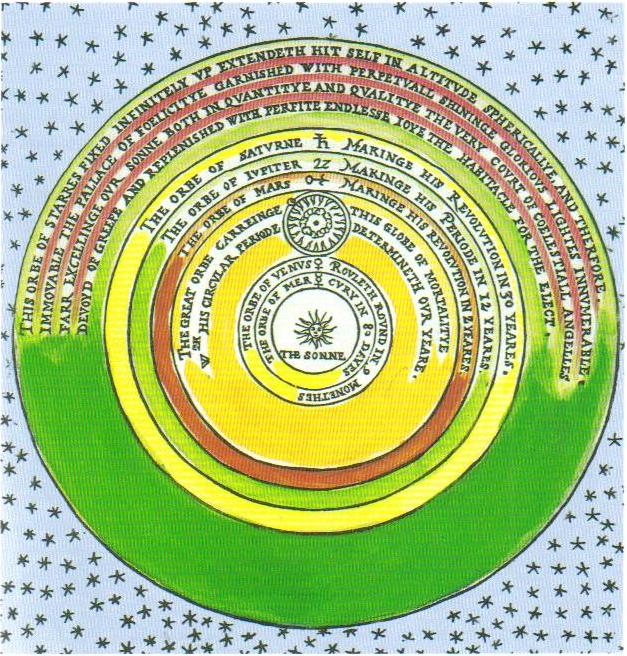
トーマス・ディッグスの著書に載せられたコペルニクスの宇宙図

トーマス・ディッグス（Thomas Digges、1546年 – 1595年8月24日)は、イギリスの天文学者である。テオドライトの発明者で、科学の啓蒙家として有名であったレオナード・ディッグスの息子である。父親が死んだ後、16世紀の有名な科学者ジョン・ディーの保護を受けて育った。
1572年にティコ・ブラーエの発見した新星（SN 1572）の視差を測定し、新星が月の軌道よりも遠くにあることを確かめて、その時代までの信じられていた宇宙観である恒星の天球は不変であるという説を否定した。
1556年の3版から変更されていなかった父親の著書 A Prognostication everlastingに1576年にいくつかの項目を追加した。その中で最も重要なものはA Perfit Description of the Caelestiall Orbes『天体軌道の完全な記述』でニコラウス・コペルニクスの地動説をイギリスに初めて紹介した。記事はコペルニクスの『天球の回転について』の訳であったが、恒星がすべての方向に無限にひろがっていると記すことによってさらに進歩したものになった。
1572年にWallingfordの議員になり、1586年から1594年の間のスペイン・オランダとの戦争の間は軍務についた。